# Florida Flame
Florida Flame was een Amerikaanse basketbalclub uit Fort Myers die uitkwam in de NBA Development League van 2004 tot 2006.

## Geschiedenis
De Florida Flame ontstonden nadat de Charleston Lowgators verplaatst werden naar Fort Myers en hun naam veranderden. Jeff Malone was de coach gedurende het tweede seizoen dat de club bestond en Dennis Johnson in het eerste seizoen. In hun eerste seizoen haalden ze de play-offs niet. In hun tweede seizoen werd er verloren in de halve finales van de play-offs tegen Albuquerque Thunderbirds. De Flame verdwenen aan het einde van het seizoen 2006/07 nadat ze geen nieuw stadion konden vinden waarin ze konden spelen en een seizoen inactiviteit.

## Erelijst
- All-NBA Development League First Team: Hiram Fuller (2005), Kirk Haston (2005)

## Resultaten
| Seizoen | Wins | Verlies | Play-offs    | Coach          |
| ------- | ---- | ------- | ------------ | -------------- |
| 2004/05 | 17   | 31      |              | Dennis Johnson |
| 2005/06 | 25   | 23      | Halve finale | Jeff Malone    |

## Bekende (oud-)spelers
- Carl English
- Kirk Haston